# Ptychophis flavovirgatus
Genre
Espèce
Synonymes
- Paraptychophis meyeri Lema, 1967

Ptychophis flavovirgatus, unique représentant du genre Ptychophis, est une espèce de serpents de la famille des Dipsadidae.

## Répartition
Cette espèce est endémique du Brésil. Elle se rencontre dans les États de Santa Catarina, du Paraná et du Rio Grande do Sul.

## Publication originale
- Gomes, 1915 : Contribuição para o conhecimento dos ophidios do Brasil. 1. Descrição de quatro especies novas e um novo Gênero de opisthóglyphos. 2. Ophidios do Museu Rocha (Ceará). Annaes Paulistas de Medicina e Cirurgia, vol. 4, no 6, p. 121-129.